# Naruszenie przepisów o tajności głosowania
Naruszenie przepisów o tajności głosowania – stanowi występek przeciwko wyborom i referendum zagrożony grzywną, karą ograniczenia wolności albo pozbawienia wolności do lat 2 (art. 251 k.k.). Przesłanką tego typu czynu zabronionego jest zapoznanie się z treścią głosu głosującego wbrew jego woli, naruszając przepisy o tajności głosowania.
Przepisy o tajności głosowania znajdują się w aktach prawnych:
- Rozporządzenie Ministra Infrastruktury z dnia 29 lipca 2011 r. w sprawie lokali obwodowych komisji wyborczych dostosowanych do potrzeb wyborców niepełnosprawnych (§ 3 pkt 4, § 4 ust. 1, 2 i 4) (Dz.U. z 2011 r. nr 158, poz. 938),
- Ustawa z dnia 5 stycznia 2011 r. – Kodeks wyborczy (art. 192, art. 255, art. 287, art. 328, art. 369, art. 471) (Dz.U. z 2022 r. poz. 1277).